# Lidérc
A lidérc (lüdérc, lúdvérc, lederc, lidroc, lidröc, inglice stb) a magyar mitológia démona, mely a néphagyományban szélesen elterjedt.
Valójában több, egymástól bizonyos fokig megkülönböztethető és több esetben területileg is elkülönülő mesebeli lény gyűjtőfogalma, amelyek azonban egy vagy több ismertetőjegyük révén összefüggnek egymással. Hogy eredetük mennyiben volt valaha közös, nem világos. Az elnevezések különbözőek lehetnek, de minden nép folklórja megegyezik abban, bármilyen hasznos is lehet, gonosz természete miatt minél hamarabb meg kell szabadulni tőle.

## Lidérc a magyar kultúrában
Ahogy a lidérc számos más kultúrkörben, országban is megtalálható, a magyar népi hitvilágban is jelen van, és többféle dologra utal. A „tündér” és „kísértet”, néha pedig a „boszorkány” szavunkkal rokon értelmű.
A különböző babonák és hiedelmek egészét tekintve, leginkább három tulajdonsága emelhető ki: a tüzes vagy láng alakban való megjelenés, a szexuális jelleg, valamint a segítőszellem-feladatkör.

### Csirke
A hitvilág szerint gazdája egy fekete tyúk első tojását költi ki a hóna alatt, így jön a világra. Ez azonban változhat: egyes variációk szerint a tojást a trágyadombon kell kikölteni, a belőle kikelő lidérc az illető saját, vigyázó lidérce lesz. Gazdájával úgy él, mint annak szeretője, a keblén lakik, éjjel, ha a tulajdonos nő, ő férfivá változik és fordítva. Pénzt hozhat a gazdájának, akit így gazdaggá tehet, vagy teljesítheti más kívánságait is.

### Tüzes alak
A többitől eltérően ezek meteorológiai jelenségek.
- Lidércfény Láng, tüzes gomolyag, fényjelenség, stb.[1] Megjelenési formája a bolygó Szent Elmo tüze, az a kis kékes láng, amely a mocsaras vidéken, a földbe temetett állati testek fölött szokott éjjelente fellobbanni.
- A mocsarak, lápok vidékén a feltörő gázok véletlenszerű begyulladása során keletkező kis lángok, "gyertyák". Ezek, mivel éjszaka tábortüzet sejtetnek gyakran vezették végzetükbe az utazókat, eredményezve a csalogató gonosz lidérc trükkjének hiedelmét és az elnevezést.

- vörös lidérc nevű felsőlégköri jelenség.[3]

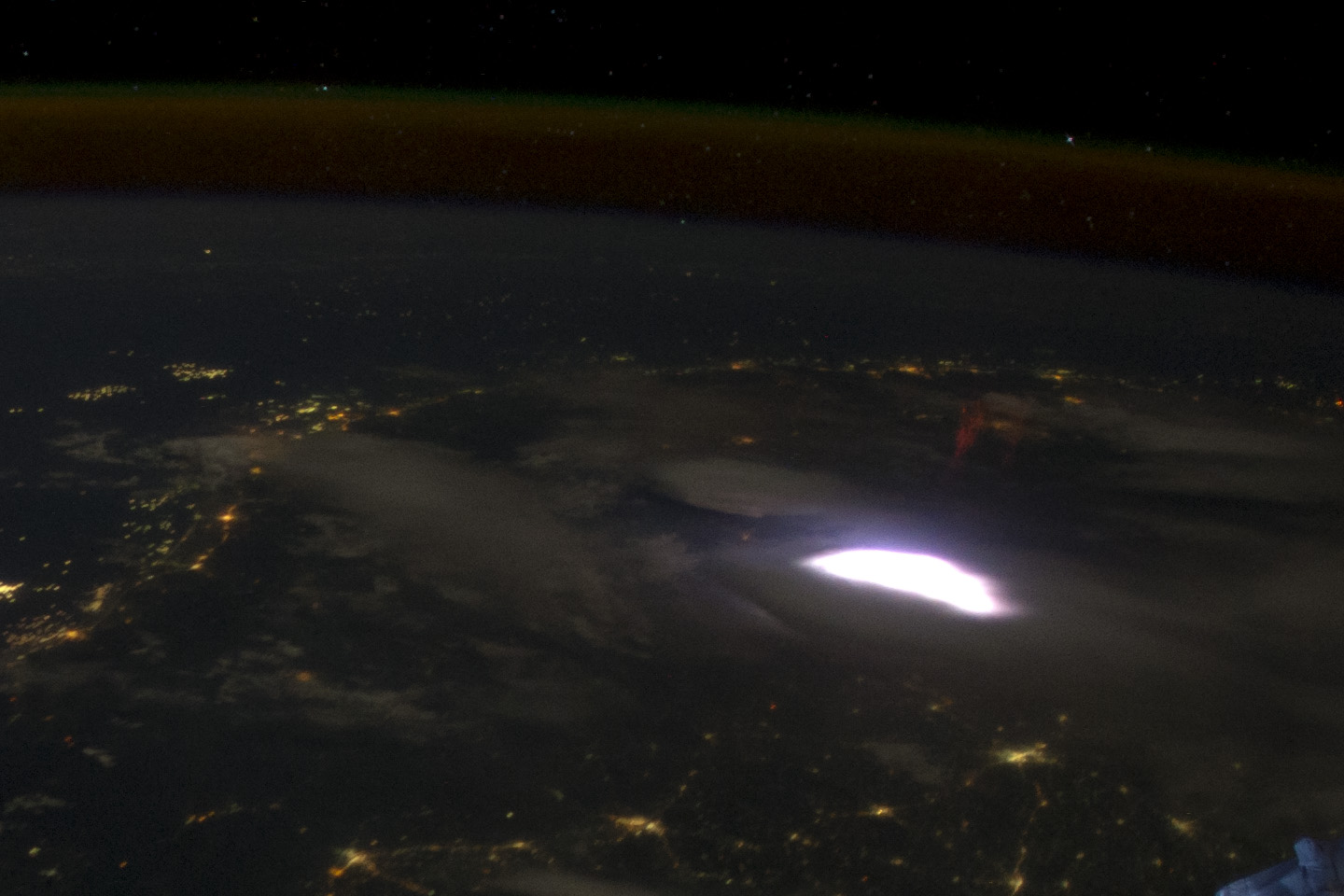
Vörös lidérc az űrállomásról, ISS-ről nézve.

### Apró emberke[1]
Megjegyzés: vö. Homunculus jelentésével.
A magyar mitológiában az apró lényeket (törpéket) gyakran alacsony magassággal és emberfeletti erővel azonosítják.

### Ördögszerető
Emberi formájának a dunántúli hit szerint lúdlába van. Latinul a férfialak neve incubus, a nőié succuba.

### Ahrimán - Ármány
A zoroasztrizmus vallás gonosz szelleme, a hazugság, a rossz gondolat és az erőszak okozója. Feltételezések szerint alakja az ősmagyar vallásban is megjelent. Több romantikus irodalmi műben megjelenik az Ármány és Ahrimán azonosítása.

## Más lidércek
- Vörös lidérc (angolul: red sprite). A villámlással rokon, magaslégköri elektromos-optikai jelenség. [5]

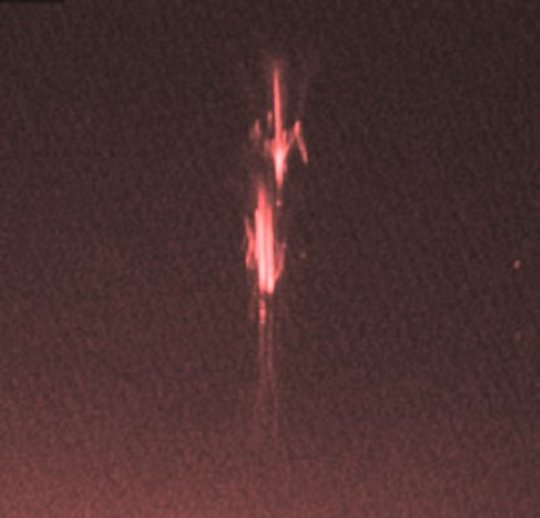
Vörös lidérc Magyarországon.

## A szépirodalomban
- J. R. R. Tolkien A Gyűrűk Ura című regényében a Gonosz szolgáit, a nazgûlokat a szerző is „Ringwraith”-ként (Gyűrű+lidérc) fordította, ennek megfelelően a magyar fordításban is gyűrűlidércnek nevezik őket. (A nazgûl szó is a Fekete Nyelv nazg - gyűrű, és gûl - lidérc szavak összetételéből ered.)
- Wass Albert Se szentek, se hősök című regényében a lidérc a mocsár felett megjelenő fényként jelenik meg újra és újra egy nő képében. Éjről éjre közeledik a kunyhóhoz, melyben Broszkoj, a sötét múltú, egyszerű halász él, mígnem egy reggel csak üresen imbolygó csónakját találják a tavon. Az egyetlen nyom egy 80 centis női hajszál a csónak repedéseiben.
- Tamási Áron Jégtörő Mátyás című regényében szereplőként jelenik meg a lidérc, a regény tüzetesen foglalkozik a lidérccel mint a népi mondavilág alakjával.